# Articulation intertarsienne

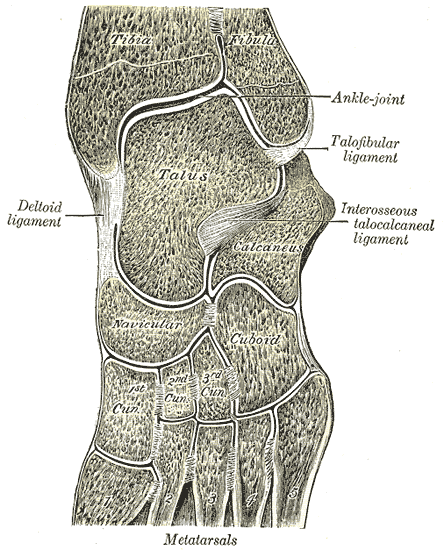
Coupe oblique des articulations intertarsiennes et tarsométatarsiennes gauches, montrant les cavités synoviales.

Les articulations intertarsiennes sont les huit articulations entre les os du tarse : 
- l'articulation subtalaire,
- l'articulation talo-calcanéo-naviculaire,
- l'articulation calcanéo-cuboïdienne,
- l'articulation cunéo-naviculaire,
- l'articulation cunéo-cuboïdienne,
- l'articulation cuboïdeo-naviculaire,
- les deux articulations intercunéiformes.